# Santa María del Campo Rus
Santa María del Campo Rus é um município de Espanha na província de Cuenca, comunidade autónoma de Castilla-La Mancha, de área 93,51 km² com população de 762 habitantes (2004) e densidade populacional de 8,15 hab/km².

## Demografia
| Variação demográfica do município entre 1991 e 2004 | Variação demográfica do município entre 1991 e 2004 | Variação demográfica do município entre 1991 e 2004 | Variação demográfica do município entre 1991 e 2004 |
| --------------------------------------------------- | --------------------------------------------------- | --------------------------------------------------- | --------------------------------------------------- |
| 1991                                                | 1996                                                | 2001                                                | 2004                                                |
| 952                                                 | 823                                                 | 773                                                 | 762                                                 |